# Jacques Grelley
Jacques Grelley, né à Bernay le 21 mai 1936 et mort le 31 août 2014 au Texas, est un pilote automobile.  

## Histoire
Il commence les rallyes à 18 ans puis se consacre à la course. 
Il court en France et participe à de nombreuses courses. Il termine 20e des 24 Heures du Mans en 1961 sur DB Panard HBR5. Il court principalement en catégorie sport mais aussi un peu en Formule 2 et Formule 3. En 1962, il se rend aux États-Unis pour participer aux 12 Heures de Sebring. Puis il s’installe au Texas.
Il devient marchand de vin puis restaurateur tout en continuant la compétition automobile. Il court pendant 22 ans et remporte 53 victoires.[réf. nécessaire]
Jacques Grelley revenait rarement en France. Il y retrouvait ses proches à Villers-Bocage et participait au rallye Paris-Deauville, au volant d'une de ses Deutsch-Bonnet ou DB Panhard.
C'était un collectionneur d'affiches de circuits automobiles de 1814 à aujourd'hui et des automobiles D.B.